# Roy Tarpley
Roy James Tarpley (Nueva York, 28 de noviembre de 1964-Arlington, Texas, 9 de enero de 2015) fue un baloncestista estadounidense que jugó durante 6 temporadas en la NBA (de la que fue expulsado en dos ocasiones por consumo de drogas) y en las ligas griega, rusa, chipriota, china y otras ligas menores de Estados Unidos.

## Trayectoria deportiva

### Universidad
Tarpley completó su periodo universitario con los Wolverines de la Universidad de Míchigan, donde durante cuatro temporadas promedió 13,1 puntos, 7,8 rebotes y 2,1 tapones por partido.

### Profesional
Fue elegido en la séptima posición del Draft de la NBA de 1986 por Dallas Mavericks, y en su primera temporada fue incluido en el mejor quinteto de rookies, tras promediar 7,5 puntos y 7,1 rebotes por partido. Jugó durante 4 temporadas en Dallas, con una buena progresión en su juego, pero lastrado por continuas lesiones que le hicieron perderse muchos partidos durante esos años. A poco de comenzar la temporada 1990-91, fue expulsado de la liga, al comprobarse que estaba utilizando drogas.
Al estar vetado en los Estados Unidos, decidió dar el salto a Europa, concretamente a la Liga Griega, donde jugó tres temporadas en tres equipos diferentes, el Aris, el Olimpiakos y el Iraklis Salónica. Con el Aris ganó en 1993 la Copa de Europa, anteriormente denominada Recopa de Europa.
Volvió a su equipo de siempre, los Dallas Mavericks en la temporada 1994-95, pero fue de nuevo expulsado de la liga por consumo de drogas. Sus promedios totales en la NBA fueron de 12,6 puntos y 10 rebotes por partido.

## Estadísticas de su carrera en la NBA

### Temporada regular
| Año     | Equipo | PJ  | PT | MPP  | %TC  | %3P  | %TL  | RPP  | APP | ROB | TPP | PPP  |
| ------- | ------ | --- | -- | ---- | ---- | ---- | ---- | ---- | --- | --- | --- | ---- |
| 1986-87 | Dallas | 75  | 1  | 18.7 | .467 | .333 | .676 | 7.1  | .7  | .7  | 1.1 | 7.5  |
| 1987-88 | Dallas | 81  | 9  | 28.5 | .500 | .000 | .740 | 11.8 | 1.1 | 1.3 | 1.1 | 13.5 |
| 1988-89 | Dallas | 19  | 6  | 31.1 | .541 | .000 | .688 | 11.5 | .9  | 1.5 | 1.6 | 17.3 |
| 1989-90 | Dallas | 45  | 35 | 36.6 | .451 | .000 | .756 | 13.1 | 1.5 | 1.8 | 1.6 | 16.8 |
| 1990-91 | Dallas | 5   | 5  | 34.2 | .544 | .000 | .889 | 11.0 | 2.4 | 1.2 | 1.8 | 20.4 |
| 1994-95 | Dallas | 55  | 1  | 24.6 | .479 | .278 | .836 | 8.2  | 1.1 | .8  | 1.0 | 12.6 |
| Total   | Total  | 280 | 57 | 26.7 | .483 | .176 | .744 | 10.0 | 1.0 | 1.1 | 1.2 | 12.6 |

### Playoffs
| Año   | Equipo | PJ | PT | MPP  | %TC  | %3P  | %TL  | RPP  | APP | ROB | TPP | PPP  |
| ----- | ------ | -- | -- | ---- | ---- | ---- | ---- | ---- | --- | --- | --- | ---- |
| 1987  | Dallas | 4  | 1  | 28.5 | .500 | —    | .714 | 10.5 | .3  | .3  | 1.8 | 13.5 |
| 1988  | Dallas | 17 | 0  | 33.1 | .519 | .000 | .740 | 12.9 | 1.8 | 1.2 | 1.5 | 17.9 |
| 1990  | Dallas | 3  | 3  | 43.0 | .478 | .000 | .500 | 15.3 | .3  | 2.3 | 3.3 | 16.7 |
| Total | Total  | 24 | 4  | 33.6 | .510 | .000 | .707 | 12.8 | 1.3 | 1.2 | 1.8 | 17.0 |

## Vida personal
Tarpley falleció el 9 de enero de 2015, a los 50 años. No se ha hecho pública ninguna causa oficial de la muerte, pero los informes indican que se debió a una insuficiencia hepática.

## Logros y reconocimientos
- Elegido en el Mejor quinteto de rookies en 1987.
- Mejor Sexto Hombre de la NBA en 1988.
- Campeón de la Copa de Europa en 1993.